# Kriegsbriefe deutscher Studenten

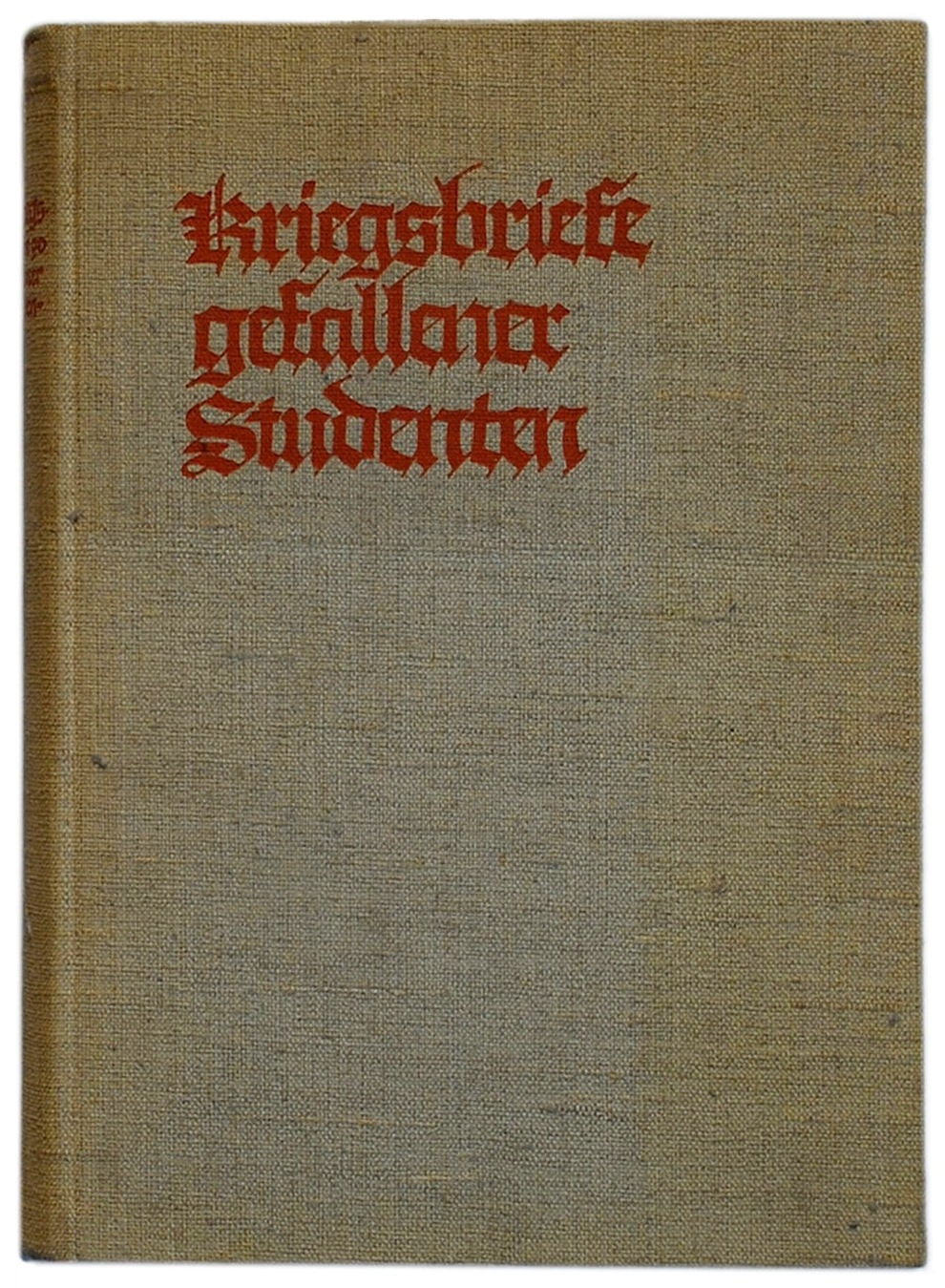
Kriegsbriefe deutscher Studenten, 5. Ausgabe (1928)

Kriegsbriefe deutscher Studenten, ab 1918 als Kriegsbriefe gefallener Studenten neu aufgelegt, ist eine von Philipp Witkop, damals Germanistikprofessor an der Universität Freiburg, erstmals 1915 herausgegebene Sammlung von Feldpostbriefen aus dem Ersten Weltkrieg. Die Sammlung wurde stetig erweitert. Die Ausgaben, die während der Zeit des Nationalsozialismus erschienen, waren – unkommentiert – um kriegskritische Stellen gekürzt worden, auch wurde ein neuer Brief an den Schluss gestellt.
Laut einer Besprechung im Westfälischen Merkur zeugten die Briefe „von einem reifen jungen Geschlecht“. Die Sammlung war überaus erfolgreich und erschien bis heute auch in andere Sprachen übersetzt.
Einige der eigentlichen Autoren der Ausgabe von 1933 sind:
- Walter Limmer, stud. jur. Leipzig, * 22. August 1890 zu Thiergarten bei Plauen im Vogtland, † 24. September 1914 in Luxemburg an einer Verwundung vom 16. September 1914 bei Chalons sur Marne-Frankreich,
- Benno Ziegler, stud. med., Freiburg im Breisgau, * 29. Mai 1892 in Überlingen, † 8. Oktober 1914 bei Annay-Frankreich,
- Paul Brüdern, stud.med., Kiel, * 26. Januar 1890 zu Hannover, † 3. Oktober 1914 in Waelhem,
- Willi Böhne, stud. chem., Freiburg im Breisgau, * 11. April 1895 zu Elberfeld, † 24. Oktober 1914 bei Lille,
- Martin Drescher, stud. phil., Berlin, * 22. Juni 1893, † 3. November 1914 bei Cherbourg,
- Friedrich (Fidus) Sohnrey, stud. rer. pol., Berlin, * 21. Dezember 1887 in Möllenden, † 8. November 1914 bei Clamecy,
- Alfred Buchalski, stud.phil., Gießen, * 24. Oktober 1891 in Bromberg, † 10. November 1914 bei Kortekeer
- Paul Krebs, stud. arch., Danzig, * 9. Oktober 1894 in Dißdorf, † 21. November 1914 vor Lodz
- Rudolf Fischer, stud. phil., Heidelberg, * 8. Dezember 1892 in Freiburg im Breisgau, † 1. Dezember 1914 bei Vermelles,
- Rudolf Moldenhauer, Student der Handelshochschule in München, * 8. März 1894 zu München, † 13. Dezember 1914 zu Maricourt bei Peronne,
- Franz Blumenfeld, stud.jur., Freiburg im Breisgau, * 26. September 1891 in Hamburg, † 18. Dezember 1914 bei Contalmaison,
- Emil Alefeld, stud. rer. techn., München, * 12. Dezember 1892 in Darmstadt, † 20. Dezember 1914 in Flandern
- Kurt Schlenner, stud. jur.et rer. pol., Berlin, * 21. April 1895 in Berlin, † 26. Dezember 1914
- Karl Aldag, stud. Phil., Marburg, * 26. Januar 1889 in Obernkirchen, † 15. Januar 1915 bei Fromelles
- Karl Josenhans, stud. theol., Tübingen, * 4. Oktober 1892 in Leonberg, † 29. Januar 1915 in den Argonnen
- August Hopp, stud. theol., Leipzig, * 17. April 1892 in Schopflohe a.d. Ries bei Öttingen, † 18. März 1915 auf der Combres-Höhe bei Verdun
- Albin Müller, stud. theol., Lyzeum Bamberg, * 16. Dezember 1892 in Tiefenstockheim (Unterfranken), † 28. März 1915 zu Tourcoing
- Lothar Dietz, stud. phil., Leipzig, * 12. Dezember 1889 zu Pegau (Sachsen), † 15. April 1915
- Wilhelm Wolter, stud. phil., München, * 28. Mai 1895 in Kladow (Mecklenburg), † 16. April 1915 bei Vouziers (Frankreich)
- Ernst Hieber, stud. theol., Tübingen, * 24. Juni 1892 in Stuttgart, † 19. April 1915 im Argonnenwald, südlich Binarville
- Paul Rohweder, stud. theol., Kiel, * 18. Dezember 1890 in Zarpen (Holstein), † 23. April 1915 bei Het Sas (Belgien)
- Walter Roy, stud. med. Jena, * 1. Juni 1894 in Hamburg, † 24. April 1915 beim Sturm auf die Combres-Höhe bei Les Earges
- Alfons Ankenbrand, stud.theol., Freiburg im Breisgau, * 31. Oktober 1893 in Vöhrenbach (Baden), † 25. April 1915 vor Souchez (Frankreich)
- Johannes Iwer, Dr. phil., Berlin, * 30. Mai 1892 in Berlin, † 28. April 1915 bei Het Sas in Flandern
- Robert Otto Marcus, cand. med.,München, * 9. Juli 1890 in Kamen in Westfalen, † 30. April 1915 in den Argonnen
- Walter Horwitz, stud. phil., Heidelberg, * 20. Oktober 1893 in Hamburg, † 1. Mai 1915 im Lazarett zu Roulers (verwundet am 24. April bei Kerselaere)
- Fritz Philipps, Student der Landwirtschaft, Jena, * 21. November 1889, † 2. Mai 1915 bei Ciezkowice in Galizien.
- Ludwig Franz Meyer, stud. jur., Freiburg im Breisgau, * 9. Dezember 1894 in Gnesen, † 3. Mai 1915 in Sochajew
- Ludwig Finke, stud. jur., Freiburg im Breisgau, * 20. Juli 1893 in Münster in Westfalen, † 9. Mai 1915 vor Nieuport
- Werner Liebert, stud. jur., Leipzig, * 14. Juni 1892 in Dresden, † 10. Mai 1915 bei Givenchy
- Ernst Günter Schallert, stud. phil., Berlin, * 12. November 1892 in Berlin, † 24. Mai 1915 bei Jaroslau
- Herbert Weißer, stud. arch., Technische Hochschule Charlottenburg, * 6. März 1894 in Lissa, † 25. Mai 1915 vor Apern,
- Arthur Graf von Groeben, Dr. phil., Freiburg im Breisgau, * 26. April 1882 in Frankfurt an der Oder, † 26. Mai 1915 bei Jaroslau in Galizien
- Fritz Meese, cand. med., Berlin, * 11. September 1891 in Koblenz, † 26. Mai 1915 bei der Lorettohöhe
- Fritz Franke, stud. med., Berlin, * 31. Dezember 1892 in München, † 29. Mai 1915 bei Kelmy an der Dubissa
- Georg Stiller, Handelshochschule Berlin, * 20. September 1895, † 29. Mai 1915 vor der Combreshöhe
- Adolf Witte, stud. phil., Berlin, * 2. Juli 1890 in Berlin, † 13. Juni 1915 bei Chalupki (Galizien)
- Ulrich Timm, stud. theol., Rostock, * 19. Juni 1897 in Pritzier (Mecklenburg), † 20. Juni 1915 bei Zurawno in Galizien
- Hans Martens, stud. rer. techn., Charlottenburg, * 23. September 1892, † 14. Juli 1915 bei Rubnicki an der Szlota Lipa
- Friedrich Hesse, stud. theol., Greifswald, * 25. März 1887 in Verden, † 17. Juni 1915 im Feldlazarett La Malmaison
- Walter Gottwald, stud. theol., Berlin, * 23. Juli 1892 in Sommerfeld, Bezirk Frankfurt an der Oder, † 25. Juli 1915 bei Wojslawice
- Kurt Peterson, stud. phil., Berlin, * 2. Februar 1894 in Magdeburg, † 3. August 1915 bei Cypko in Russisch-Polen
- Peter Frenzel, stud. jur., Berlin, * 11. Mai 1892 in Rössel (Ostpreussen), † 13. August 1915 bei Luniew
- Walter Lange, stud. phil., Berlin, * 5. Januar 1895 in Charlottenburg, † 13. August 1915 im Feldlazarett von Zaglemboki (verwundet am 11. August bei Drechow Nowy)
- Johannes Schumann, stud. med., Freiburg im Breisgau, * 4. Mai 1895 in Nietleben (Saalekreis), † 24. August 1915 bei Ichteghem
- Hans Zellmer, stud. arch., Technische Hochschule Charlottenburg, * 16. April 1893 in Berlin, † 25. September 1915 in der Champagne-Schlacht
- Gotthold von Rohden, stud. theol., Marburg, * 4. Februar 1895 in Bielefeld, † 26. September 1915 in der Champagne
- Siegfried Fiesenig, stud. theol., Straßburg, * 28. Juni 1895 in Hirschberg bei Landstuhl, † 27. September 1915 vor Apern
- Alfred E. Paeth, stud. phil., Heidelberg, * 25. Dezember 1889 in Krozingen (Baden), † 16. Oktober 1915 bei Leintrey
- Walter Böhm, stud. phil., Berlin, * 26. März 1894 in Berlin, † 25. Oktober 1915 bei Bol Miedwiece (Wolhynien)
- Wilhelm Weidemann, stud. phil., Kiel, * 19. September 1893 in Altona, † 13. Februar 1916 bei Steenstraate (Flandern)